# Charles du Bois de Vroylande
Charles Louis du Bois de Vroylande, né le 21 janvier 1835 à Anvers et mort le 30 décembre 1888 à Anvers, est un homme politique belge.

## Famille
Charles du Bois de Vroylande est le fils de Louis du Bois et de son épouse Nathalie de Caters.
De son côté paternel, son grand-père est Ferdinand Antoine Désiré Joseph Adrien du Bois et sa grand-mère, Reinne Antoinette Pétronille Marie Joséphine Wellens.
Du côté maternel, son grand-père est Willem Andreas de Caters.
Il se marie le 10 novembre 1866 à Mathilde Cogels avec qui il aura 5 enfants: Valérie du Bois de Vroylande (mariée à Victor de Borrekens), Thérèse du Bois de Vroylande (mariée à Arnold d'Udekem d'Acoz, membre de la famille d'Udekem d'Acoz dont Mathilde est Reine des belges), Ubald du Bois de Vroylande (marié à Alida van Praet), Marie du Bois de Vroylande (mariée à Albert van der Beken Pasteel), et Nathalie du Bois de Vroylande (mariée à Georges van Havre).
Il a une sœur, Eulalie du Bois.

## Fonctions et mandats
- Bourgmestre de Halle : 1862-1876
- Conseiller provincial d'Anvers : 1866-1886
- Membre de la députation provincial d'Anvers : 1876-1886
- Gouverneur de la Province d'Anvers : 1887-1888

## Œuvres
- Charles du Bois de Vroylande, L'Organisation du "Milieu ouvrier" (Standsorganisatie en néerlandais), Les Catholiques et l'organisation des masses ouvrières, Bourges, 1925, 144 p.
- Charles du Bois de Vroylande, Ce que le clergé a fait pour sauver la foi de son peuple, Action populaire n°14, Bar-le-Duc, 1926, p. 16.
- Charles du Bois de Vroylande, Volksverheffing in R. K. Standsorganisatie der Werlieden in Nederland, School der politieke en sociale wetenschappen te Leuven, Louvain, 1924, 296 p.

## Sources
- Oscar COOMANS DE BRACHÈNE, État présent de la noblesse belge, Annuaire 1985, Brussel, 1985
- Christoffe DE FOSSA, Généalogie de la famille du Bois, in Recueil de l'Office généalogique et héraldique de Belgique, Brussel, 20